# Diligência (virtude)
Diligência, em ética, é a virtude humana de seguir um objetivo de vida, conquista ou qualquer tipo de princípio por meios convencionais até chegar ao fim do objetivo. É também uma das sete virtudes do cristianismo.
A palavra diligência vem do verbo latino diligere, que significa amar; diligens (diligente) significa aquele que ama. Remédio para a preguiça, a virtude da diligência consiste no carinho, alegria e prontidão (diferente de pressa) com que pensamos no bem e nos dispomos a realizá-lo da melhor forma possível. 
Diligência é uma habilidade adquirida que combina persistência criativa, esforço inteligente, planejado e executado de forma honesta e sem atrasos, com competência e eficácia, de modo a alcançar um resultado puro e dentro do mais alto nível de excelência.